# Rožar
Rožar este o localitate din comuna Koper, Slovenia, cu o populație de 30 de locuitori.